# William King Thomas
William King Thomas (gebürtig: Alexander Keith Jr.) (* 13. November 1827 in Halkirk in Schottland; † 16. Dezember 1875 in Bremerhaven) war ein kanadischer Krimineller und Massenmörder, dessen bekannteste – und zugleich letzte – Tat der Anschlag auf das Schiff Mosel war.

## Biografie

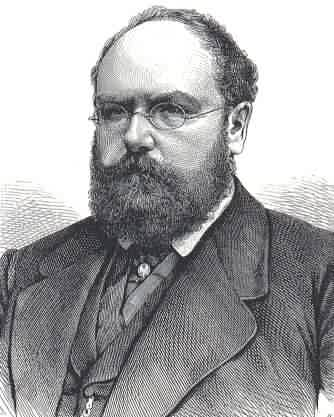
Attentäter Alexander Keith alias William King Thomas

Alexander Keith Jr., genannt „Sandy“, wurde als Sohn von John Keith im schottischen Halkirk geboren. 1836 wanderten seine Eltern mit ihm und seinen beiden Geschwistern nach Halifax in Kanada aus, wo es sein Onkel Alexander Keith sen. als Gründer der Alexander Keith’s Brewery zu Wohlstand und politischem Einfluss gebracht hatte.
Im amerikanischen Sezessionskrieg von 1861 bis 1865 soll er mit einem Schiff Blockadebrecher gewesen und in Gefangenschaft geraten sein. Auch stand er im Verdacht, schon einen Sprengstoff-Anschlag verübt zu haben. Bis 1864 hatte er seinen ursprünglichen Decknamen William King Thomas endgültig angenommen und musste die USA fluchtartig verlassen, da er sich auf beiden Seiten zu viele Feinde gemacht hatte. Er lebte in Wien, Linz und Leipzig und längere Zeit in oder bei Dresden; hier heiratete er.
Er führte ein aufwendiges Leben. Durch Spekulationen verlor er sein beträchtliches Vermögen. Seine Geldprobleme wollte er durch einen Versicherungsbetrug lösen, in dem er eine wertlose Schiffsfracht sehr hoch versichern ließ, um dann das Schiff durch Sprengstoff zu versenken. 1873 gab er beim Turmuhrmacher Johann Ignaz Fuchs in Bernburg (Saale)  eine Uhr in Auftrag, die zehn Tage nach der Inbetriebnahme eine Explosion des Sprengstoffs Lithofracteur auslösen sollte. 1875 baute er die Bombe zusammen, getarnt als harmlose Frachttonne.

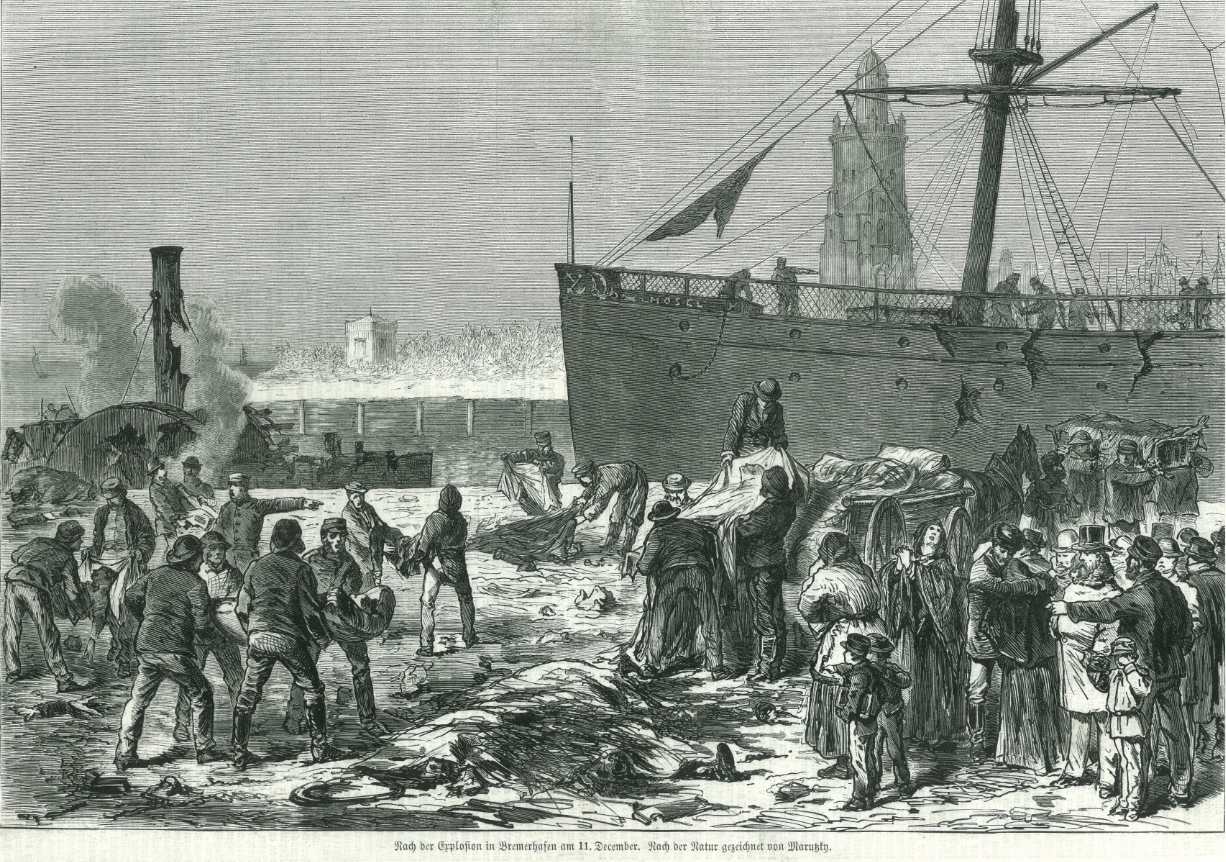
Die Mosel kurz nach dem Bombenanschlag

Einen ersten Versuch unternahm Keith im Juni 1875, als er ein mit Sprengstoff gefülltes Fass auf dem Lloyd-Dampfer Rhein nach New York schickte, das er in London mit 9000 Pfund (nach heutiger Kaufkraft etwa 900.000 Pfund) hatte versichern lassen. Er selbst folgte dem Schiff auf dem Dampfer Republic, musste aber nach der Ankunft in New York feststellen, dass der Zündmechanismus versagt hatte und die Bombe nicht detoniert war. Bei einem weiteren Versuch weigerte sich der Zahlmeister des Dampfers Celtic, den Empfang einer angeblich mit Dollarmünzen gefüllten Kiste zu quittieren, ohne den Inhalt vorher in Augenschein genommen zu haben. Beim dritten Versuch wollte Keith das Sprengstoff-Fass mit dem zuvor in Gang gesetzten Uhrwerk in Bremerhaven auf das Auswandererschiff Mosel des Norddeutschen Lloyd verladen lassen. Er selbst wollte in Southampton von Bord gehen. Die Mosel sollte mit den 400 Menschen an Bord während der Überfahrt über den Atlantik explodieren und untergehen. Beim Verladen der Tonne am 11. Dezember 1875 löste sie sich vom Kran, schlug auf das Pflaster auf und explodierte. Durch die gewaltige Zerstörungskraft waren 83 Tote und etwa 200 Verletzte zu beklagen.
Thomas befand sich bereits an Bord und schoss sich in seiner Kabine zwei Kugeln in den Kopf, war aber nicht sofort tot. Er gestand die Tat und starb fünf Tage später in einem Bremerhavener Krankenhaus. Sein abgetrennter Kopf befand sich bis 1944 oder 1945 im Bremer Kriminalmuseum und wurde bei einer Explosion vernichtet. Eine Tafel an den Tiergrotten in Bremerhaven erinnert an das Attentat.

## Weblink
- Deutsche Geschichte: Als die Höllenmaschine Bremerhaven erzittern liess mit Biografie über William King Thomas auf spiegel.de

| Personendaten    | Personendaten          |
| ---------------- | ---------------------- |
| NAME             | Thomas, William King   |
| ALTERNATIVNAMEN  | Keith, Alexander       |
| KURZBESCHREIBUNG | kanadischer Attentäter |
| GEBURTSDATUM     | 13. November 1827      |
| GEBURTSORT       | Halkirk, Schottland    |
| STERBEDATUM      | 16. Dezember 1875      |
| STERBEORT        | Bremerhaven            |